# الیا ریگوتو
الیا ریگوتو (ایتالیایی: Elia Rigotto؛ زادهٔ ۴ مارس ۱۹۸۲) دوچرخه‌سوار اهل ایتالیا است. وی در مسابقات جیرو دیتالیا شرکت کرده است.